# Mamo (canción)

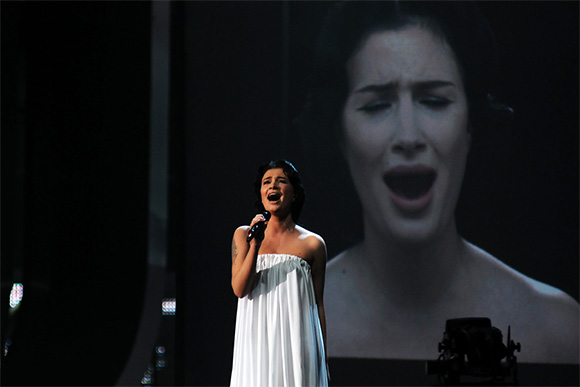
Anastasija Prikhodko en el Festival de la Canción de Eurovisión 2009.

«Mamo» es una canción de la cantante ucraniana Anastasía Prijodko, que representó a Rusia en el Festival de la Canción de Eurovisión 2009, en Moscú, Rusia. La canción se interpretó en ruso y ucraniano por primera vez. Está compuesta por Konstantin Meladze y Diana Golde. La canción fue presentada en la final del Festival de la Canción de Eurovisión 2009 debido a que Rusia fue el país anfitrión.

## Participación en la final
En contra de los cánones comunes de las presentaciones en el festival, la puesta en escena rusa no incluía coreografías, sino que se concentró en resaltar la voz y las emociones de Anastasija. Mientras interpretaba la canción, se proyectaba detrás de ella una pantalla gigante que mostraba como ella envejecía a medida que cantaba.

## Sencillos
| Año  | Sencillo | Posición             | Posición                                                 | Posición           |
| Año  | Sencillo | Bandera de Finlandia | Bandera de Rusia                                         | Bandera de Ucrania |
| ---- | -------- | -------------------- | -------------------------------------------------------- | ------------------ |
| 2009 | "Mamo"   | 22                   | 22 Archivado el 31 de agosto de 2011 en Wayback Machine. | 12                 |